# 第64届奥斯卡金像奖
第64届奥斯卡颁奖典礼是美国电影艺术与科学学院旨在奖励1991年最优秀电影的一场晚会，于1992年3月30日PST18点（EST21点）开始在美国加利福尼亚州洛杉矶的多萝西·钱德勒大厅举行。本届颁奖典礼共计颁发了23座奥斯卡金像奖（也称学院奖），通过ABC在美国直播，男演员比利·克里斯托连续第三次担任主持人，约三个多星期前的3月7日， 汤姆·汉克斯在世纪广场酒店主持了奥斯卡科技成果奖的颁奖典礼。
《沉默的羔羊》获得了包括最佳影片在内的五项大奖，其它获奖作品包括获奖四项的《终结者2：审判日》，获奖两项的《美女与野兽》、《巴格西》和《刺杀肯尼迪》，另外《城市滑頭》、《地中海》、《塞尔玛与路易丝》、《致命的欺骗：通用电气，核武器和我们的环境》（Deadly Deception: General Electric, Nuclear Weapons and Our Environment）、《奇幻城市》、《在星光掩映下》（In the Shadow of the Stars）、《操纵》（Manipulation）、《会议人》各获奖一项。颁奖典礼一共吸引了4400万美国观众收看。

## 获奖和提名
第64届奥斯卡金像奖提名名单於1992年2月19日PST早上5:38（UTC13:38）由学院主席卡尔·莫尔登和女演员凯瑟琳·特纳在比佛利山的塞缪尔·戈尔德温剧院公布。《巴格西》以10项提名领跑，其次是获9项提名的《刺杀肯尼迪》。
获奖名单在1992年3月30日举行的颁奖典礼上公布。《沉默的羔羊》成为历史上第一部获最佳影片奖的恐怖片，也是第一部在获得该奖项前已经发行家用媒体的电影。与此同时，该片也是继1934年的《一夜风流》和1975年的《飞越疯人院》以来第三部赢得最佳影片、导演、男主角、女主角和编剧五个重要奖项的电影；此外，朱迪·福斯特成為史上最年輕（29歲）就獲頒兩次奧斯卡獎的演員（她曾以《控訴》獲頒1988年第61屆最佳女主角）。《美女与野兽》成为首部获最佳影片奖提名的动画长片，执导《街区男孩》的约翰·辛格顿成为首位获奥斯卡最佳导演奖提名的非裔美国人，并且也创下了该奖项提名人年纪最轻（23歲）的新纪录。此外，黛安·拉德和劳拉·邓恩也是奧斯卡史上首次出現同屆入圍的母女檔。

### 获奖名单

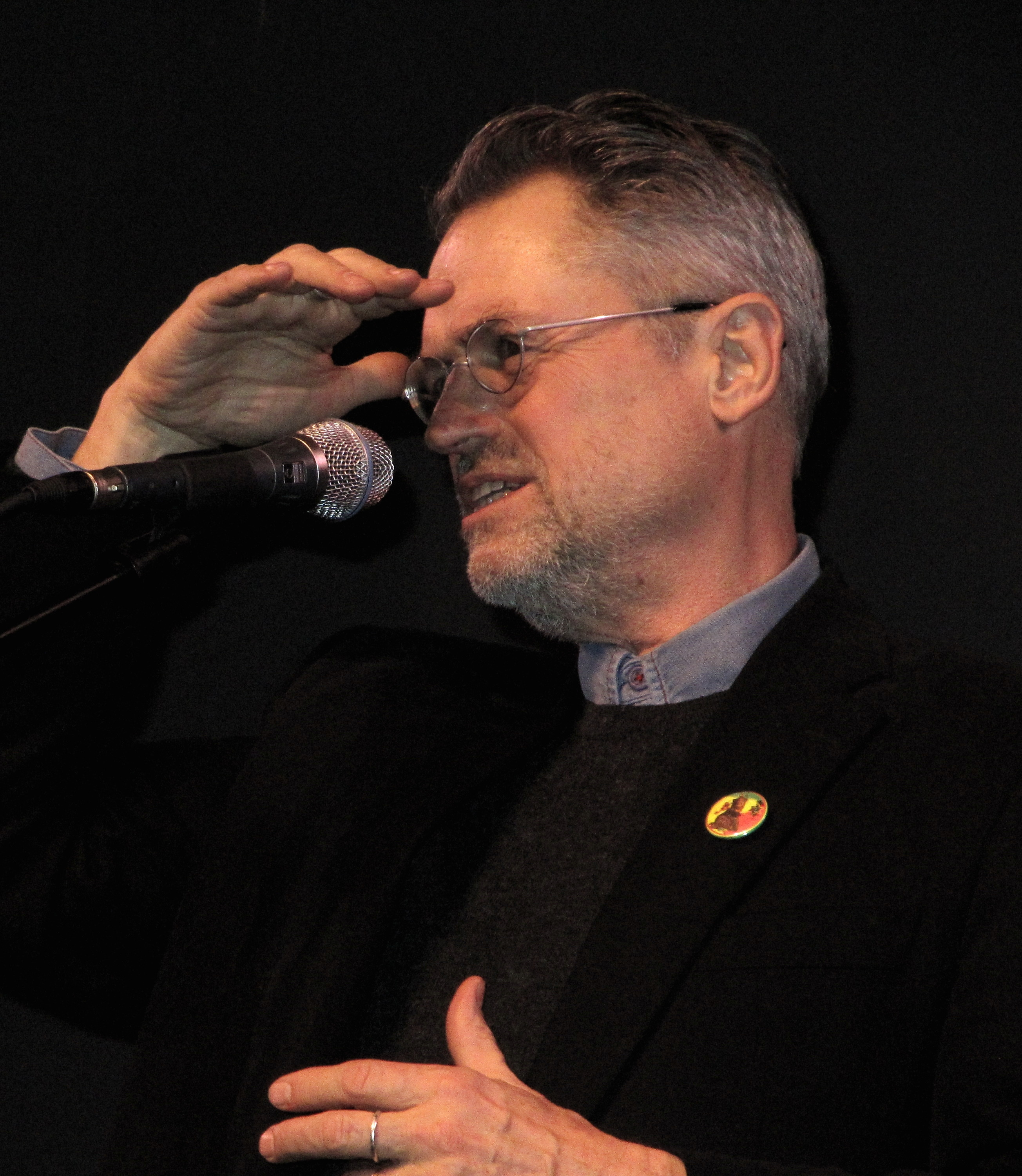
強納森·德米因《沉默的羔羊》获导演奖。

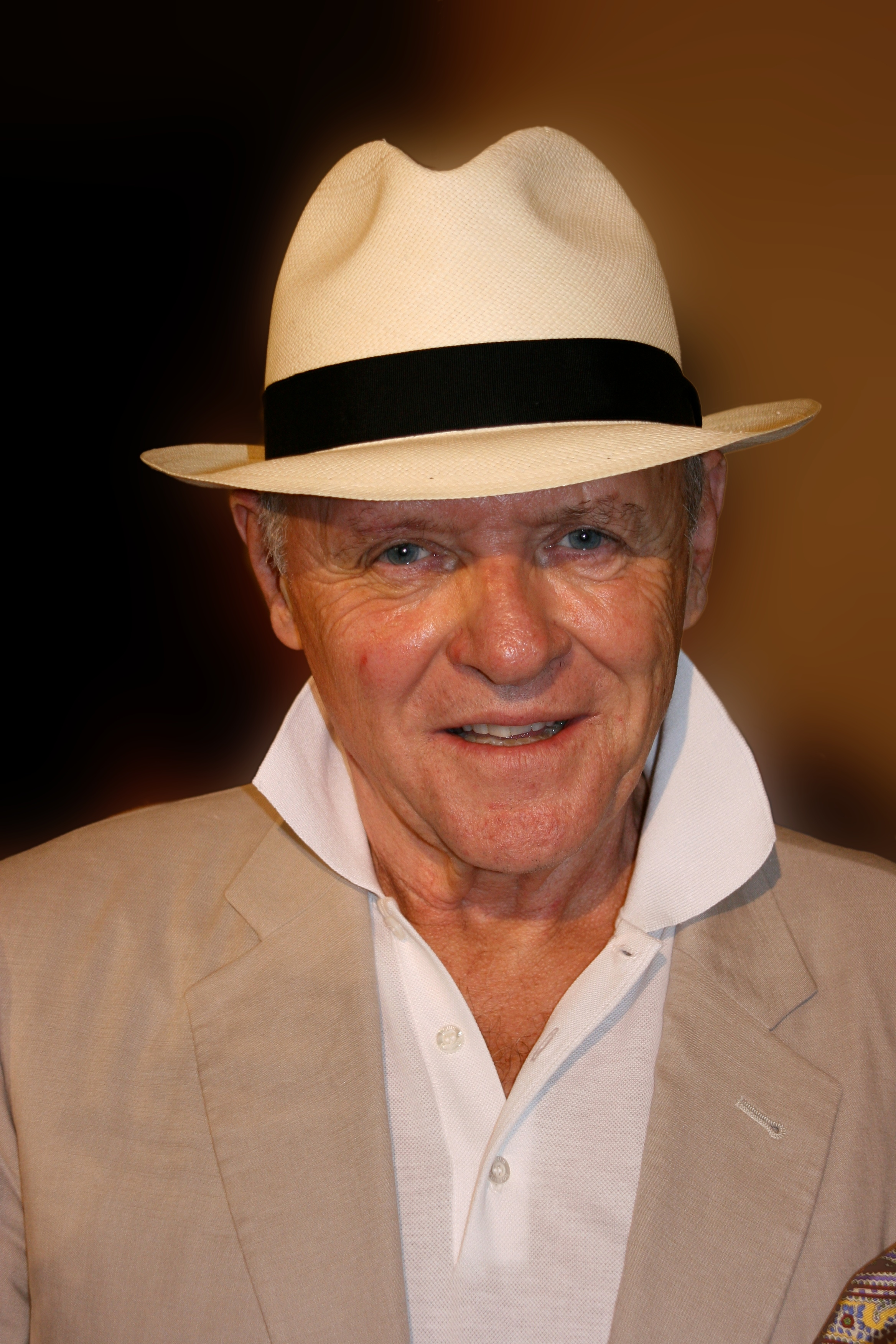
安東尼·霍普金斯因《沉默的羔羊》获男主角奖。

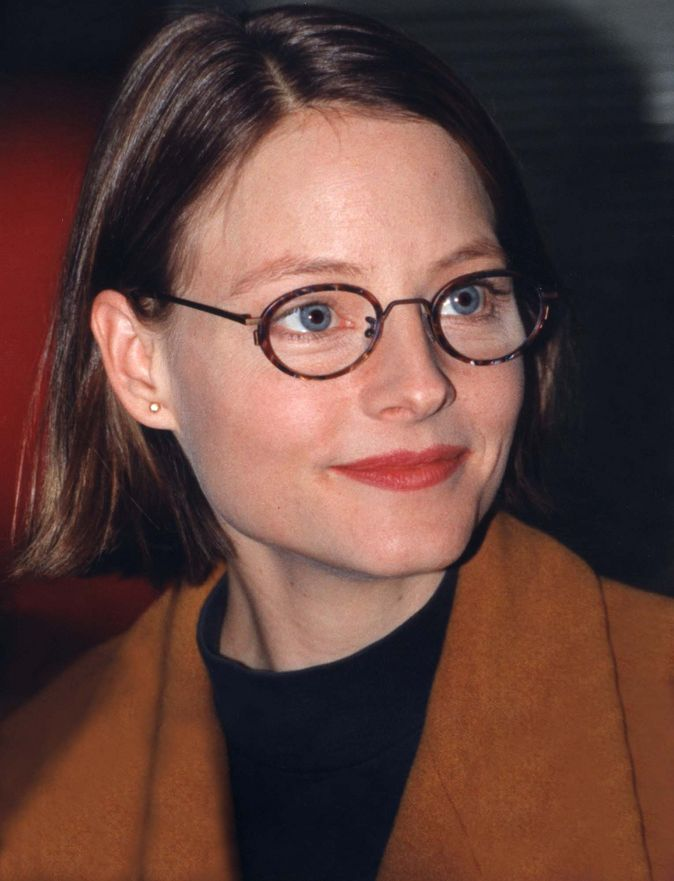
朱迪·福斯特因《沉默的羔羊》获女主角奖。

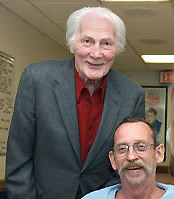
杰克·帕兰斯（左）因《城市乡巴佬》获男配角奖。

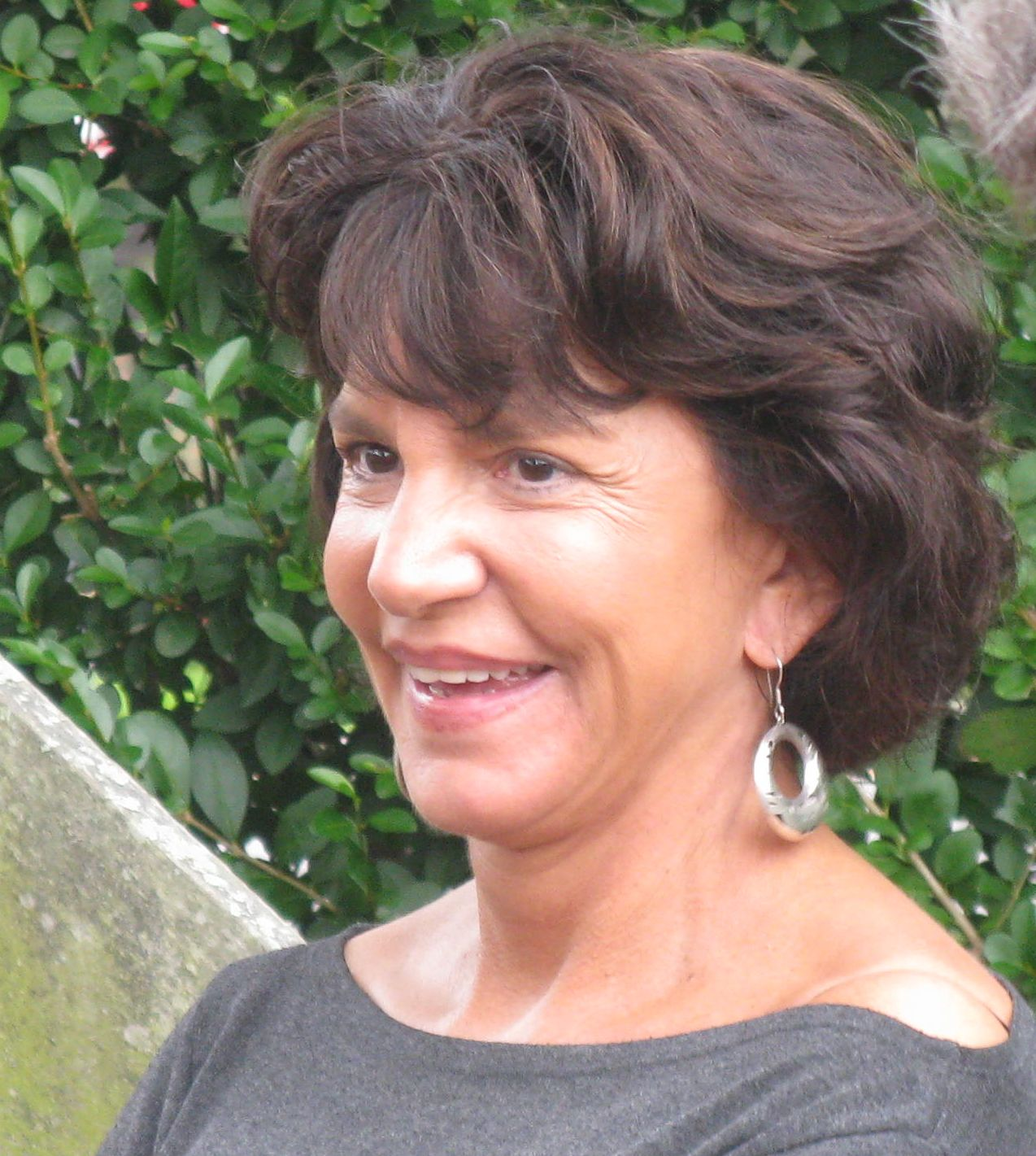
梅塞迪丝·鲁尔因《奇幻城市》获女配角奖。

获奖者在最上方以加粗字体显示：
| 最佳影片 | 导演 |
| --- | --- |
| - 《沉默的羔羊》 - 《美女与野兽》 - 《巴格西》 - 《刺杀肯尼迪》 - 《潮浪王子》 | - 乔纳森·戴米——《沉默的羔羊》 - 巴瑞·莱文森——《巴格西》 - 雷德利·斯科特——《塞尔玛与路易丝》 - 约翰·辛格顿——《街区男孩》 - 奥利弗·斯通——《刺杀肯尼迪》 |
| 男主角 | 女主角 |
| - 安东尼·霍普金斯——《沉默的羔羊》 - 沃伦·比蒂——《巴格西》 - 罗伯特·德尼罗——《恐怖角》 - 尼克·诺特——《潮浪王子》 - 罗宾·威廉斯——《奇幻城市》 | - 朱迪·福斯特——《沉默的羔羊》 - 吉娜·戴维斯——《塞尔玛与路易丝》 - 劳拉·邓恩——《激情蔷薇》 - 贝蒂·米勒——《昨日今日永远》 - 苏珊·萨兰登——《塞尔玛与路易丝》 |
| 男配角 | 女配角 |
| - 杰克·帕兰斯——《城市乡巴佬》 - 汤米·李·琼斯——《刺杀肯尼迪》 - 哈维·凯特尔——《巴格西》 - 本·金斯利——《巴格西》 - 迈克尔·勒纳——《巴顿·芬克》 | - 梅塞迪丝·鲁尔——《奇幻城市》 - 黛安·拉德——《激情蔷薇》 - 朱丽叶特·刘易斯——《恐怖角》 - 凯特·内利根——《潮浪王子》 - 杰西卡·坦迪——《油炸绿蕃茄》 |
| 原著剧本 | 改編劇本 |
| - 《塞尔玛与路易丝》—卡莉·克里 - 《街区男孩》—约翰·辛格顿 - 《巴格西》—詹姆斯·托貝克 - 《奇幻城市》—李察·拉葛凡尼斯 - 《大峡谷》—劳伦斯·卡斯丹 和 梅格·卡斯丹(Meg Kasdan) | - 《沉默的羔羊》—泰德·泰利，改編自湯瑪斯·哈里斯的小說《沉默的羔羊》 - 《欧洲欧洲》—阿格涅絲卡·霍蘭，改編自所羅門·佩爾的著作 - 《油炸绿蕃茄》—芬妮·傅雷格 和 卡洛·索比斯基，改編自芬妮·傅雷格的小說 - 《刺杀肯尼迪》—聖扎迦利·斯卡拉 和 奧利佛·史東，改編自吉姆·馬斯和吉姆·加里森的兩本著作 - 《潮浪王子》—帕特·康羅伊 和 貝奇·約翰斯頓，改編自帕特·康羅伊的小說 |
| 纪录片 | 纪录短片 |
| - 《在星光掩映下》 - 《工作中的死亡》 - 《牢獄生活》 - 《不安的良心：1933-1545對希特勒的反抗》 - 《荒野保護》 | - 《致命的欺骗：通用电气，核武器和我们的环境》 - 《小惡魔》 - 《造紙藝術》 - 《泰國的鳥巢》 - 《紀念：美國士兵的信》 |
| 實景短片 | 动画短片 |
| - 《錄音室樂手》 - 《桦树街健身房》（Birch Street Gym） - 《夏季最后的微风》（Last Breeze of Summer） | - 《操纵》 - 《黑蠅》 - 《弦樂》 |
| 外语片 | |
| - 《地中海》（意大利，意大利语） - 《自然之子》（冰岛，冰岛语） - 《青青校树》（捷克共和国，捷克语） - 《公牛》（瑞典，瑞典語） - 《大紅燈籠高高掛》（香港，普通话） | |
| 原创配乐 | 原创歌曲 |
| - 《美女与野兽》—亞倫·孟肯 - 《巴格西》—恩尼奥·莫里科内 - 《奇幻城市》—喬治·芬頓 - 《潮浪王子》—詹姆斯·紐頓·霍華 - 《刺杀肯尼迪》—約翰·威廉斯 | - “”（《美女与野兽》片尾曲） • 曲：亚伦·孟肯 • 词：霍華德·愛許曼 - “”（《美女与野兽》插曲） • 曲：亚伦·孟肯 • 词：霍華德·愛許曼 - “”（《美女与野兽》插曲） • 曲：亚伦·孟肯 • 词：霍華德·愛許曼 - “”（《虎克船长》插曲） • 曲：约翰·威廉斯 • 词：萊斯利·布里庫斯 - “”（《侠盗王子罗宾汉》插曲） • 曲：迈克尔·凯曼 • 词：布莱恩·亚当斯 和 羅伯特·約翰·蘭格        |
| 音效剪辑 | 音效 |
| - 《终结者II：审判日》—加里·里德斯特羅姆 和 格洛麗亞·博爾德斯 - 《回火》—加里·里德斯特羅姆 和 理察·海姆斯 - 《星际旅行VI：未知国度》—喬治·沃特斯二世 和 F·哈德森·米勒 | - 《终结者II：审判日》—汤姆·约翰逊、加里·里德斯特罗姆、加里·萨默斯 和 李·奥尔洛夫 - 《回火》—加里·萨默斯、兰迪·汤姆、加里·里德斯特罗姆 和 格伦·威廉姆斯 - 《刺杀肯尼迪》—迈克尔·明克勒、格雷格·兰德克 和 托德·梅特兰 - 《美女与野兽》—特里·波特、梅尔·梅特卡夫、大卫·哈德森 和 多克·凯恩 - 《沉默的羔羊》—汤姆·弗莱希曼 和 克里斯·纽曼                          |
| 艺术指导 | 摄影 |
| - 《巴格西》—美術指導：丹尼斯·蓋斯納 ；場景設計：南茜・海格 - 《巴顿·芬克》—美術指導：丹尼斯·蓋斯納；場景設計：南茜・海格 - 《奇幻城市》—美術指導：梅爾·伯恩；場景設計：辛蒂·卡爾 - 《虎克船长》—美術指導：諾曼·嘉伍德；場景設計：加勒特·劉易斯 - 《潮浪王子》—美術指導：保羅·席爾勃；場景設計：卡里爾·海勒 | - 《刺杀肯尼迪》—罗伯特·理查德森 - 《终结者II：审判日》—亞當·格林伯格 - 《塞尔玛与路易丝》—阿德里安·比德爾 - 《巴格西》—艾伦·达维奥 - 《潮浪王子》—史蒂芬·戈德布拉特 |
| 化妆 | 服装设计 |
| - 《终结者II：审判日》—斯坦·温斯顿 和 傑夫·達恩 - 《虎克船长》—克莉絲緹娜·史密斯、蒙提·韋斯莫 和 葛瑞格·坎農 - 《星际旅行VI：未知国度》—麥可·米爾斯、艾德·弗倫奇 和 理查德·斯內爾 | - 《巴格西》—艾柏特・沃斯基 - 《虎克船长》—安東尼·鮑威爾 - 《包法利夫人》—科林妮·喬瑞 - 《巴顿·芬克》—理查德·霍爾 - 《阿達一族》—露絲·邁爾斯 |
| 剪辑 | 视觉效果 |
| - 《刺杀肯尼迪》—乔·哈申 和 皮特羅·斯卡利亞 - 《终结者II：审判日》—康拉德·巴夫、馬克・戈白特 和 理查德·A·哈里斯 - 《沉默的羔羊》—克雷格·麥凱伊 - 《追梦者》—格瑞·漢伯林 - 《塞尔玛与路易丝》—湯姆·諾勃 | - 《终结者II：审判日》—丹尼斯·慕倫、斯坦·温斯顿、小傑納·華倫 和 羅伯特·斯科塔克 - 《虎克船长》—埃里克·布雷維格、哈利·傑索普、馬克·沙利文 和 麥可·羅蘭提瑞 - 《回火》—邁可·所羅門、艾倫·霍爾、克萊·潘尼 和 斯科特·法勒 |

### 荣誉奖
- 萨蒂亚吉特·雷伊[17]

### 欧文·G·托尔伯格纪念奖
- 乔治·卢卡斯[18]

### 提名与获奖大户
| 提名数量 | 片名                     |
| -------- | ------------------------ |
| 10       | 《巴格西》               |
| 9        | 《刺杀肯尼迪》           |
| 7        | 《潮浪王子》             |
| 7        | 《沉默的羔羊》           |
| 6        | 《美女与野兽》           |
| 6        | 《终结者2：审判日》      |
| 6        | 《塞尔玛与路易丝》       |
| 5        | 《奇幻城市》             |
| 5        | 《鐵鈎船長》             |
| 3        | 《回火》                 |
| 3        | 《巴顿芬克》             |
| 2        | 《街区男孩》             |
| 2        | 《海角驚魂》             |
| 2        | 《油炸綠蕃茄》           |
| 2        | 《激情蔷薇》             |
| 2        | 《星际旅行VI：未来之城》 |

| 获奖数量 | 片名                |
| -------- | ------------------- |
| 5        | 《沉默的羔羊》      |
| 4        | 《终结者2：审判日》 |
| 2        | 《美女与野兽》      |
| 2        | 《巴格西》          |
| 2        | 《刺杀肯尼迪》      |

## 颁奖和表演嘉宾
以下人士出场颁发了奖项或表演节目：:838

### 颁奖嘉宾（按出场顺序排列）
| 姓名                                       | 角色                                                    |
| ------------------------------------------ | ------------------------------------------------------- |
| 莱斯·马尔沙克（Les Marshak）                          | 第64届奥斯卡颁奖典礼广播员                              |
| 卡尔·莫尔登（学院主席）                    | 致开幕词欢迎宾客出席颁奖典礼                            |
| 乌比·戈德堡                                | 颁发男配角奖                                            |
| 凯瑟琳·特纳                                | 介绍最佳影片提名电影《巴格西》                          |
| 瑞贝卡·德·莫妮 克里斯托弗·劳埃德           | 颁发化妆奖                                              |
| 安吉拉·兰斯伯瑞                            | 引出表演者上台表演“”和“”                                |
| 乔·佩西                                    | 颁发女配角奖                                            |
| 安奈特·贝宁                                | 颁发艺术指导奖                                          |
| 史蒂文·斯皮尔伯格                          | 颁发欧文·G·托尔伯格纪念奖                               |
| 尼科尔·基德曼                              | 引出表演者上台表演原创歌曲奖提名作品“”                  |
| 安东尼奥·班德拉斯 莎朗·史東                | 颁发音效剪辑奖                                          |
| 丹泽尔·华盛顿                              | 介绍最佳影片提名电影《刺杀肯尼迪》                      |
| 吉娜·戴维斯 蘇珊·莎蘭登                    | 颁发剪辑奖                                              |
| 达纳·卡维 麥克·邁爾斯                      | 颁发短片奖                                              |
| 《美女与野兽》中的动画角色美女、野兽和茶杯 | 颁发动画短片奖                                          |
| 黛米·摩尔                                  | 颁发服装设计奖                                          |
| 史泰龙                                     | 颁发外语片奖                                            |
| 达丽尔·汉娜 爱德华·詹姆斯·奥莫斯           | 颁发音效奖                                              |
| 约翰·坎迪                                  | 引出表演者上台表演原创歌曲奖提名作品“                   |
| 汤姆·汉克斯                                | 颁发科技成果奖和戈登·E·索耶奖                           |
| 斯派克·李 约翰·辛格顿                      | 颁发纪录片奖和纪录短片奖                                |
| 莎莉·菲尔德                                | 介绍最佳影片提名电影《美女与野兽》                      |
| 理查德·基尔                                | 颁发摄影奖                                              |
| 劳拉·邓恩 黛安·拉德                        | 颁发视觉效果奖                                          |
| 帕特里克·斯威兹                            | 引出原创配乐奖提名作品的特别舞蹈表演曲段 颁发原创配乐奖 |
| 杰克·瓦伦蒂                                | 引荐奥黛丽·赫本上台颁奖                                 |
| 奥黛丽·赫本                                | 颁发奥斯卡荣誉奖                                        |
| 约翰·利特高                                | 介绍最佳影片提名电影《沉默的羔羊》                      |
| 罗伯特·杜瓦尔 安杰丽卡·休斯顿              | 颁发原著剧本奖和原著改编奖                              |
| 凯茜·贝茨                                  | 颁发男主角奖                                            |
| 雪莉·麦克雷恩 麗莎·明尼利                  | 颁发原创歌曲奖                                          |
| 迈克尔·道格拉斯                            | 颁发女主角奖                                            |
| 杰西卡·坦迪                                | 介绍最佳影片提名电影《潮浪王子》                        |
| 凯文·科斯特纳                              | 颁发导演奖                                              |
| 保罗·纽曼 伊丽莎白·泰勒                    | 颁发最佳影片奖                                          |

### 现场表演（按出场顺序排列）
| 姓名                                  | 角色   | 表演                     |
| ------------------------------------- | ------ | ------------------------ |
| 比尔·康提                             | 编曲   | 管弦乐                   |
| 比利·克里斯托                         | 主持人 | 开场歌舞                 |
| 佩吉·奥哈拉 理查德·怀特               | 表演者 | 《美女与野兽》插曲“”     |
| 杰里·奥尔巴赫                         | 表演者 | 《美女与野兽》插曲“”     |
| 布莱恩·亚当斯                         | 表演者 | 《侠盗王子罗宾汉》插曲“” |
| 安玻·斯科特                           | 表演者 | 《虎克船长》插曲“”       |
| 皮波·布莱森 席琳·狄翁 安吉拉·兰斯伯瑞 | 表演者 | 《美女与野兽》片尾曲“”   |

## 典礼资讯

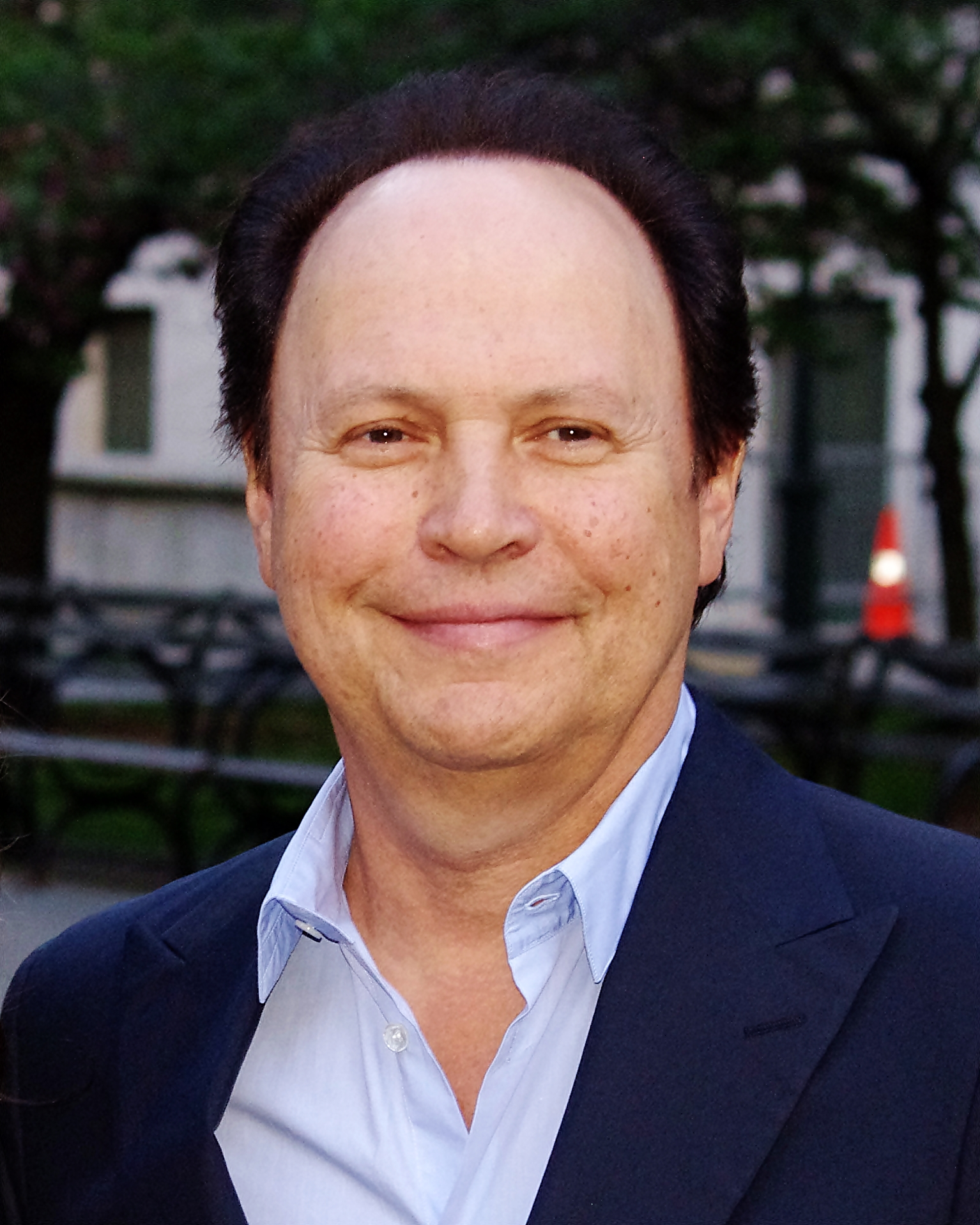
比利·克里斯托主持了第64届奥斯卡颁奖典礼

由于之前一年的典礼获得成功，并且赢得了多项艾美奖，美国电影艺术与科学学院于是连续第三年请来吉尔·凯茨担任节目制作人。他将1992年典礼的主题定为“电影纯粹的快乐”，称“电影给我们带来欢笑、浪漫、历险和对自己更深层次的理解。考虑到如今正在发生的那些不同寻常的事件，我们仍然可以看电影这点实在是太棒了。”
晚会前一个月，凯茨再次请来喜剧演员比利·克里斯托来连续第三年担任主持人。据《综艺》专栏作家阿米·阿科德（Army Archerd）所说，克里斯托计划在晚会开场时以蹦极跳特技的形式入场，但由于学院所需承担的保险费用过高，并且克里斯托之后还患上了流感而取消:836。他最终戴上了《沉默的羔羊》中安东尼·霍普金斯扮演的男主角汉尼拔·莱克特的面具，由两名男子拖上舞台。
另外还有多人参与了颁奖典礼的制作。编舞家黛比·艾伦督导了原创配乐奖提名作品的舞蹈曲目和原创歌曲奖提名作品的表演。电影配乐师、音乐家比尔·康提担任晚会的音乐总监:845。为了配合颁奖典礼的主题，查克·沃克曼（Chuck Workman）制作了一段突出表现过去和现代知名电影片段的蒙太奇:840。

### 最佳影片提名电影票房表现
截止2月19日提名公布时，5部最佳影片提名电影在美国的票房总收入为3.93亿美元，平均每部7870万美元。《沉默的羔羊》是其中收入最高的，有1亿3074万2922美元，其次分别是收入1亿零658万6179美元的《美女与野兽》，收入5933万5243美元的《潮浪王子》，收入5811万2996美元的《刺杀肯尼迪》和收入3888万零24美元的《巴格西》。

### LGBT抗议活动
晚会前几天，包括同性恋者国度和电影出柜（Out in Film）在内的LGBT团体（女同性恋者、男同性恋者、双性恋者与跨性别者）宣布他们计划在多萝西·钱德勒大厅外进行一场抗议活动:834。这些组织对像《沉默的羔羊》、《刺杀肯尼迪》和即将上映的《第六感追緝令》中对同性恋存在的贬损性描绘感到不满。同性恋国度发言人瑞克·威尔逊（Rick Wilson）称示威者将会阻止车辆进入现场，还计划进入剧场内进行扰乱。对此制片人吉尔·凯茨表示“任何人都可以在节目现场外就任何事情进行抗议”，但他也称，如果晚会期间在镜头上发生了什么事，通常的作法就是会切换为广告。而艺术与科学学院发言人鲍勃·沃尔登（Bob Werden）则重申，虽然保安计划不会像去年那样严格，但还是会有消防员和警察待命以防抗议者事态失控。
电视转播前一天，多名示威者举着各种标志牌出现在会场附近，这些标志牌上书写的内容包括“制止好莱坞的同性恋恐惧症”和“好莱坞停止审查我们真正的同性恋生活”。一名购买了典礼门票的男子大喊有关艾滋病的统计数据，来对约翰·坎迪将在晚会中出场表示抗议:843。这名男子立即被保安送出场外，但没有任何人被捕，广播期间也没有出现任何事态。

### 专业评价
本次颁奖典礼获得了大部分媒体出版物的好评。《纽约时报》电影评论员珍妮特·马斯林称这场电视节目热闹得很不寻常，并称赞主持人克里斯托的开场蒙太奇“设立了这个夜晚巧妙而不同寻常的基调”。美联社专栏作家斯科特·威廉斯（Scott Williams）写道：“克里斯托脸上戴着最佳影片提名作品《沉默的羔羊》中汉尼拔·‘食人魔’·莱克特那恶魔般的面具被推到舞台上再潇洒地走进观众中，从这一刻起他就非常迷人。”《橙县纪事报》评价称，克里斯托“是一个如此了不起的奥斯卡主持人，这份工作应该让他想干多久就干多久”。

### 收视率和获奖
美国广播公司负责了本届奥斯卡颁奖典礼在美国的电视转播，其播出时段平均吸引了3946万观众收看，与去年相比有5%的提升。根据尼尔森收视率调查的数据，晚会的收视率也高过之前一届，有29.84%的家庭收看，在18-49岁年龄段人群中收获了20.6%的收视率。
1992年7月，本届颁奖典礼在第44届黄金时段艾美奖角逐中获得了九项提名，并于次月赢得三座奖项，分别是综艺节目类杰出编剧、杰出音乐编导和综艺或音乐节目类杰出服装设计奖。